# Repêchage de la Ligue majeure de baseball 2014
2013 2015
Le repêchage de la Ligue majeure de baseball 2014 se tient du 5 au 7 juin 2014. Il s'agit de la 50e présentation du repêchage amateur de la Ligue majeure de baseball, un événement annuel dont des équivalents sont présents dans tous les sports collectifs nord-américains, comparable à une bourse aux joueurs, où les équipes sélectionnent des sportifs issus de l'université ou de l'école secondaire.
Les 30 clubs du baseball majeur repêchent 1 215 joueurs au total, sélectionnés à tour de rôle sur 40 rondes. Les sélections donnent le droit au club d'engager des négociations en vue de la signature d'un contrat. Le tout premier choix en 2014 est Brady Aiken, mais il n'est pas mis sous contrat par les Astros de Houston avant que la période où il est possible de le faire n'arrive à échéance. Par conséquent, les Astros reçoivent en guise de compensation un choix supplémentaire au repêchage de 2015.

## Premier tour de sélection
L'ordre du repêchage de 2014 est déterminé par les classements de la saison 2013 de la MLB. La moins bonne formation, les Astros de Houston en l'occurrence, choisit la première et les 29 autres clubs sont classés en ordre décroissant selon leurs performances de la saison de baseball précédente. Si deux clubs terminent avec la même fiche victoires-défaites, le club ayant remis la moins bonne fiche deux saisons plus tôt aura préséance sur l'autre. C'est le cas en 2014 des Red Sox de Boston et des Cardinals de Saint-Louis, clubs aux fiches identiques en 2013 : Boston choisit avant Saint-Louis car ils ont connu une moins bonne saison en 2012.
Enfin, l'ordre peut aussi varier selon les sélections que certains clubs sont tenus de céder à un autre en guise de compensation pour la perte d'un agent libre durant l'intersaison ou en compensation pour l'incapacité à mettre sous contrat un joueur repêché l'année précédente. C'est le cas en 2014 des Blue Jays de Toronto, qui ont un choix supplémentaire (le 11e au total) au premier tour de sélection.
| Rang | Joueur           | Équipe                    | Position         | Provenance                                               |
| ---- | ---------------- | ------------------------- | ---------------- | -------------------------------------------------------- |
| 1    | Brady Aiken      | Astros de Houston         | Lanceur gaucher  | Cathedral Catholic High School (San Diego, Californie)   |
| 2    | Tyler Kolek      | Marlins de Miami          | Lanceur droitier | Shepherd High School (Shepherd, Texas)                   |
| 3    | Carlos Rodon     | White Sox de Chicago      | Lanceur gaucher  | Université d'État de Caroline du Nord                    |
| 4    | Kyle Schwarber   | Cubs de Chicago           | Receveur         | Université de l'Indiana à Bloomington                    |
| 5    | Nick Gordon      | Twins du Minnesota        | Arrêt-court      | Olympia High School (Orlando, Floride)                   |
| 6    | Alex Jackson     | Mariners de Seattle       | Voltigeur        | Rancho Bernardo High School (San Diego, Californie)      |
| 7    | Aaron Nola       | Phillies de Philadelphie  | Lanceur droitier | Université d'État de Louisiane                           |
| 8    | Kyle Freeland    | Rockies du Colorado       | Lanceur gaucher  | Université d'Evansville                                  |
| 9    | Jeff Hoffman     | Blue Jays de Toronto      | Lanceur droitier | East Carolina University                                 |
| 10   | Michael Conforto | Mets de New York          | Voltigeur        | Université d'État de l'Oregon                            |
| 11   | Max Pentecost    | Blue Jays de Toronto      | Receveur         | Université d'État de Kennesaw                            |
| 12   | Kodi Medeiros    | Brewers de Milwaukee      | Lanceur gaucher  | Waiakea High School (Waiakea, Hawaii)                    |
| 13   | Trea Turner      | Padres de San Diego       | Arrêt-court      | Université d'État de Caroline du Nord                    |
| 14   | Tyler Beede      | Giants de San Francisco   | Lanceur droitier | Université Vanderbilt                                    |
| 15   | Sean Newcomb     | Angels de Los Angeles     | Lanceur gaucher  | Université de Hartford                                   |
| 16   | Touki Toussaint  | Diamondbacks de l'Arizona | Lanceur droitier | Coral Springs Christian Academy (Coral Springs, Floride) |
| 17   | Brandon Finnegan | Royals de Kansas City     | Lanceur gaucher  | Texas Christian University                               |
| 18   | Erick Fedde      | Nationals de Washington   | Lanceur droitier | Université du Nevada à Las Vegas                         |
| 19   | Nick Howard      | Reds de Cincinnati        | Lanceur droitier | Université de Virginie                                   |
| 20   | Casey Gillaspie  | Rays de Tampa Bay         | Premier but      | Université d'État de Wichita                             |
| 21   | Bradley Zimmer   | Indians de Cleveland      | Voltigeur        | Université de San Francisco                              |
| 22   | Grant Holmes     | Dodgers de Los Angeles    | Lanceur droitier | Conway High School (Conway, Caroline du Sud)             |
| 23   | Derek Hill       | Tigers de Détroit         | Voltigeur        | Elk Grove High School (Elk Grove, Californie)            |
| 24   | Cole Tucker      | Pirates de Pittsburgh     | Arrêt-court      | Mountain Pointe High School (Phoenix, Arizona)           |
| 25   | Matt Chapman     | Athletics d'Oakland       | Troisième but    | Université d'État de Californie à Fullerton              |
| 26   | Michael Chavis   | Red Sox de Boston         | Arrêt-court      | Sprayberry High School (Marietta, Géorgie)               |
| 27   | Luke Weaver      | Cardinals de Saint-Louis  | Lanceur droitier | Université d'État de Floride                             |
| 28   | Foster Griffin   | Royals de Kansas City     | Lanceur gaucher  | The First Academy (Orlando, Floride)                     |
| 29   | Alex Blandino    | Reds de Cincinnati        | Arrêt-court      | Université Stanford                                      |
| 30   | Luis Ortiz       | Rangers du Texas          | Lanceur droitier | Sanger High School (Sanger, Californie)                  |
| 31   | Justus Sheffield | Indians de Cleveland      | Lanceur gaucher  | Tullahoma High School (Tullahoma, Tennessee)             |
| 32   | Braxton Davidson | Braves d'Atlanta          | Voltigeur        | T. C. Roberson High School (Asheville, Caroline du Nord) |
| 33   | Michael Kopech   | Red Sox de Boston         | Lanceur droitier | Mount Pleasant High School (Mount Pleasant, Texas)       |
| 34   | Jack Flaherty    | Cardinals de Saint-Louis  | Lanceur droitier | Harvard-Westlake High School (Los Angeles, Californie)   |
| 35   | Forrest Wall     | Rockies du Colorado       | Deuxième but     | Orangewood Christian High School (Maitland, Floride)     |
| 36   | Blake Anderson   | Marlins de Miami          | Receveur         | West Lauderdale High School (Collinsville, Mississippi)  |
| 37   | Derek Fisher     | Astros de Houston         | Voltigeur        | Université de Virginie                                   |
| 38   | Mike Papi        | Indians de Cleveland      | Voltigeur        | Université de Virginie                                   |
| 39   | Connor Joe       | Pirates de Pittsburgh     | Voltigeur        | Université de San Diego                                  |
| 40   | Chase Vallot     | Royals de Kansas City     | Receveur         | St. Thomas More High School (Lafayette, Louisiane)       |
| 41   | Jacob Gatewood   | Brewers de Milwaukee      | Arrêt-court      | Clovis High School (Clovis, Californie)                  |